# Țareuca
Țareuca es una comuna perteneciente al distrito de Rezina, Moldavia.

## Superficie
Cuenta con una superficie de 39,90 kilómetros cuadrados.

## Demografía
Hasta 2023 la población era de 1978 habitantes, con una densidad de población de 49,57 habitantes por kilómetro cuadrado.
| Gráfica de evolución demográfica de Țareuca entre 2018 y 2023      |
|                                                                    |
| Datos según Population statistics of Eastern Europe & former USSR. |